# Comuna Barcani, Covasna
Barcani (în maghiară Zágonbárkány) este o comună în județul Covasna, Transilvania, România, formată din satele Barcani (reședința), Lădăuți și Sărămaș.

## Demografie
Componența etnică a comunei Barcani
     Români (86,39%)
     Romi (5,73%)
     Alte etnii (7,88%)
Componența confesională a comunei Barcani
     Ortodocși (91,21%)
     Alte religii (0,6%)
     Necunoscută (8,19%)
Conform recensământului efectuat în 2021, populația comunei Barcani se ridică la 3.822 de locuitori, în creștere față de recensământul anterior din 2011, când fuseseră înregistrați 3.688 de locuitori. Majoritatea locuitorilor sunt români (86,39%), cu o minoritate de romi (5,73%). Din punct de vedere confesional, majoritatea locuitorilor sunt ortodocși (91,21%), iar pentru 8,19% nu se cunoaște apartenența confesională.

## Politică și administrație
Comuna Barcani este administrată de un primar și un consiliu local compus din 13 consilieri. Primarul, Nicolae Pastor[*], de la Partidul Național Liberal, este în funcție din octombrie 2020. Începând cu alegerile locale din 2024, consiliul local are următoarea componență pe partide politice:
|  | Partid                          | Consilieri | Componența Consiliului | Componența Consiliului | Componența Consiliului | Componența Consiliului | Componența Consiliului | Componența Consiliului | Componența Consiliului | Componența Consiliului | Componența Consiliului |
|  | ------------------------------- | ---------- | ---------------------- | ---------------------- | ---------------------- | ---------------------- | ---------------------- | ---------------------- | ---------------------- | ---------------------- | ---------------------- |
|  | Partidul Național Liberal       | 9          |                        |                        |                        |                        |                        |                        |                        |                        |                        |
|  | Partidul Social Democrat        | 2          |                        |                        |                        |                        |                        |                        |                        |                        |                        |
|  | Alianța pentru Unirea Românilor | 1          |                        |                        |                        |                        |                        |                        |                        |                        |                        |
|  | Uniunea Salvați România         | 1          |                        |                        |                        |                        |                        |                        |                        |                        |                        |